# Westmaas
Westmaas é uma vila da província da Holanda do Sul (neerlandês: Zuid-Holland), localizada no sul dos Países Baixos (Holanda). Está situada a cerca de 14 km ao sul da cidade de Roterdam , junto a Mijnsheerenland, no município de Binnenmaas.
Westmaas foi um município independente entre 1817 e 1984, quando se fundiu em 1° de janeiro com o então município de Binnenmaas, tornando-se parte deste. Após a dissolução do município de Binnenmaas em 1 de janeiro de 2019, Westmaas passa a ser administrada pelo município de Hoeksche Waard.
A criação de Westmaas foi possível após a construção das represas dos polders de Moerkerken e Munnikenland. No final do século XVIII, a vila de Westmaas foi vitima de um incêndio, que a destruiu em grande parte.
O lago Binnenbedijked Maas é um locais de interesse da cidade, onde vários esportes são praticados. Ao norte de Westmaas estão as praias que são visitadas pelos moradores durante o verão.

## Pessoas notáveis
- Win van Dijk, (1905-1990) pintor e desenhista.
- Johannes Kolf (1915-1945), combatente da resistência holandesa aos nazistas durante a Segunda Guerra Mundial.
- Fockeline Ouwerkerk (n. 1981), atriz

## Imagens

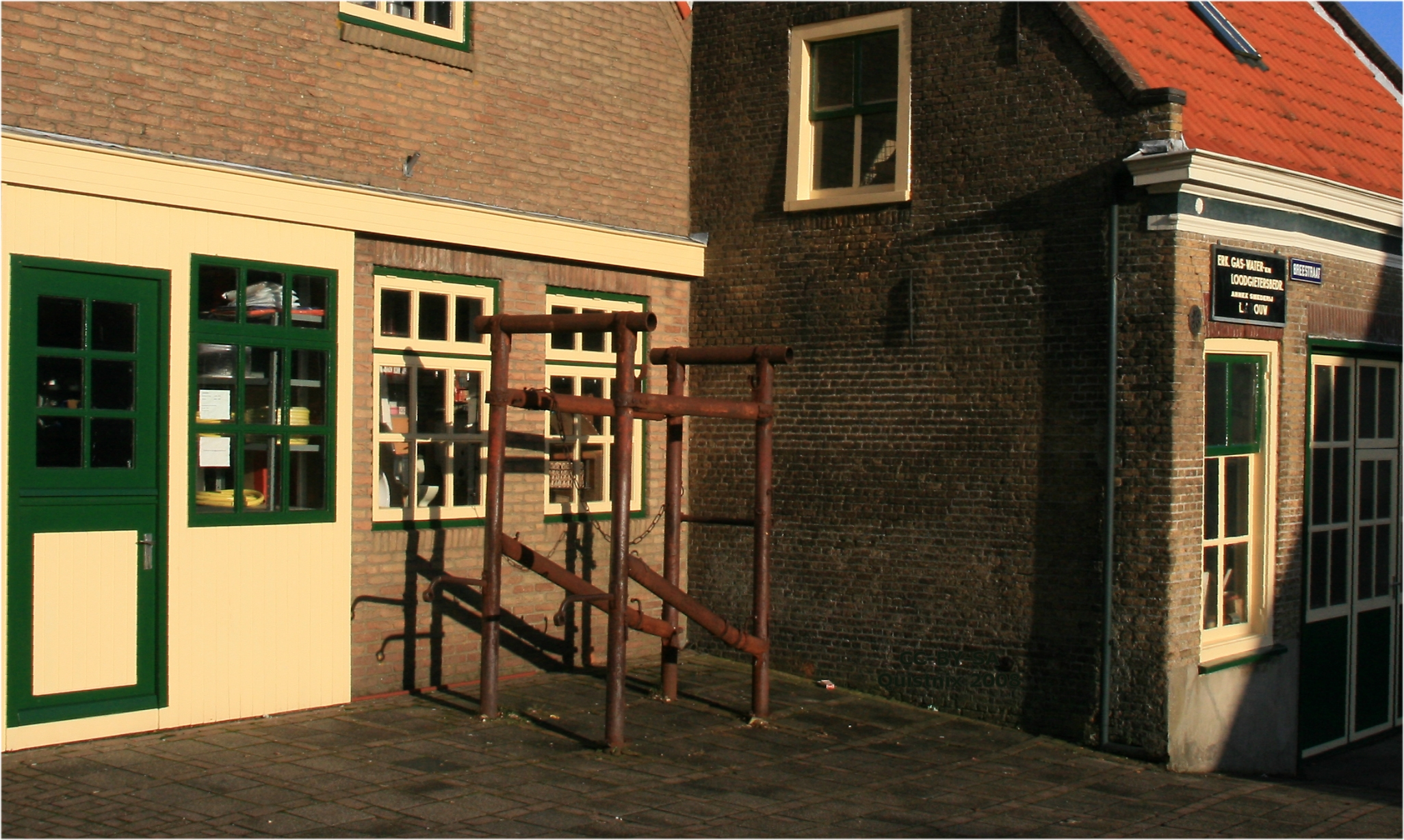
Forja de Breestraat
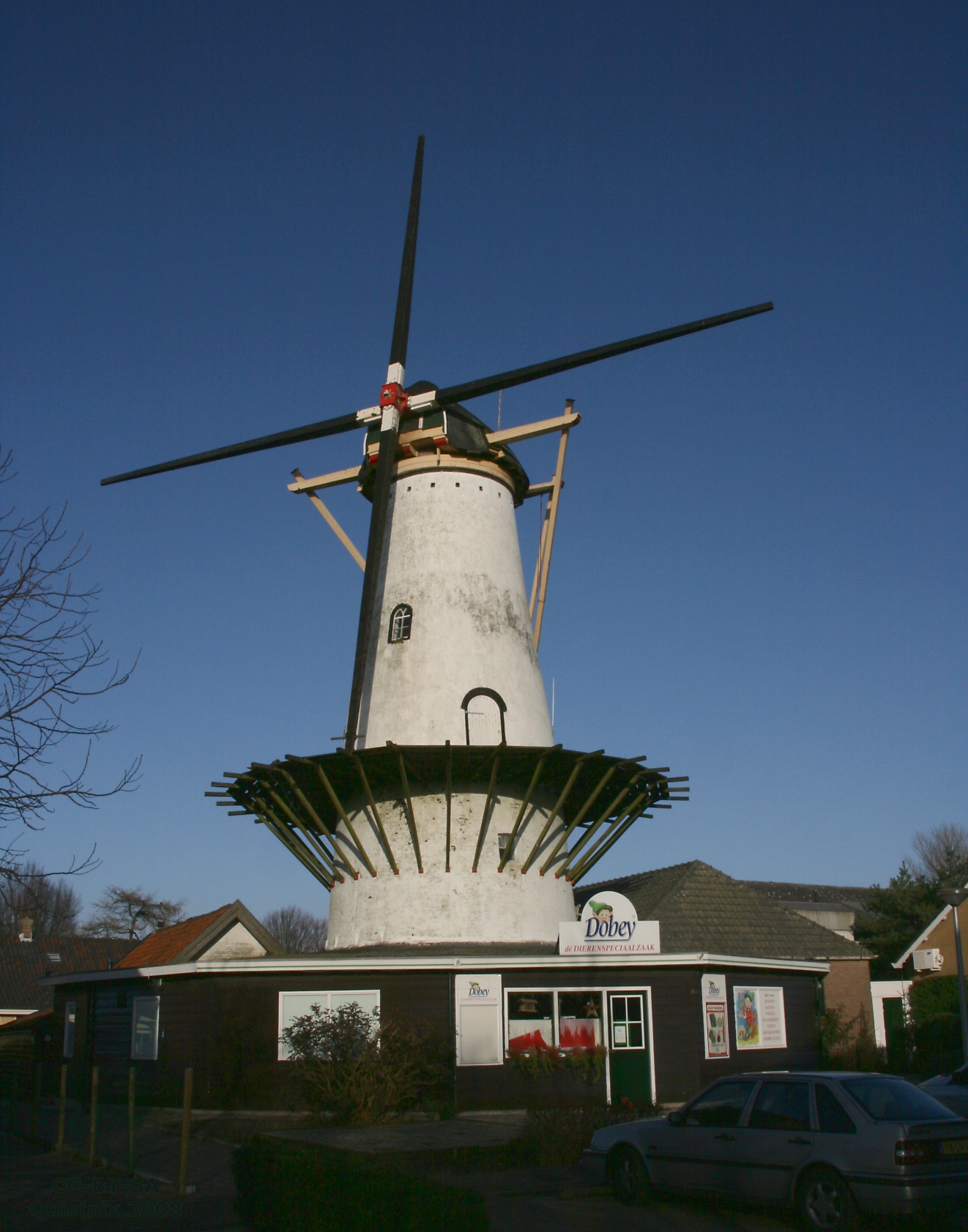
Moinho de farinha Windlust
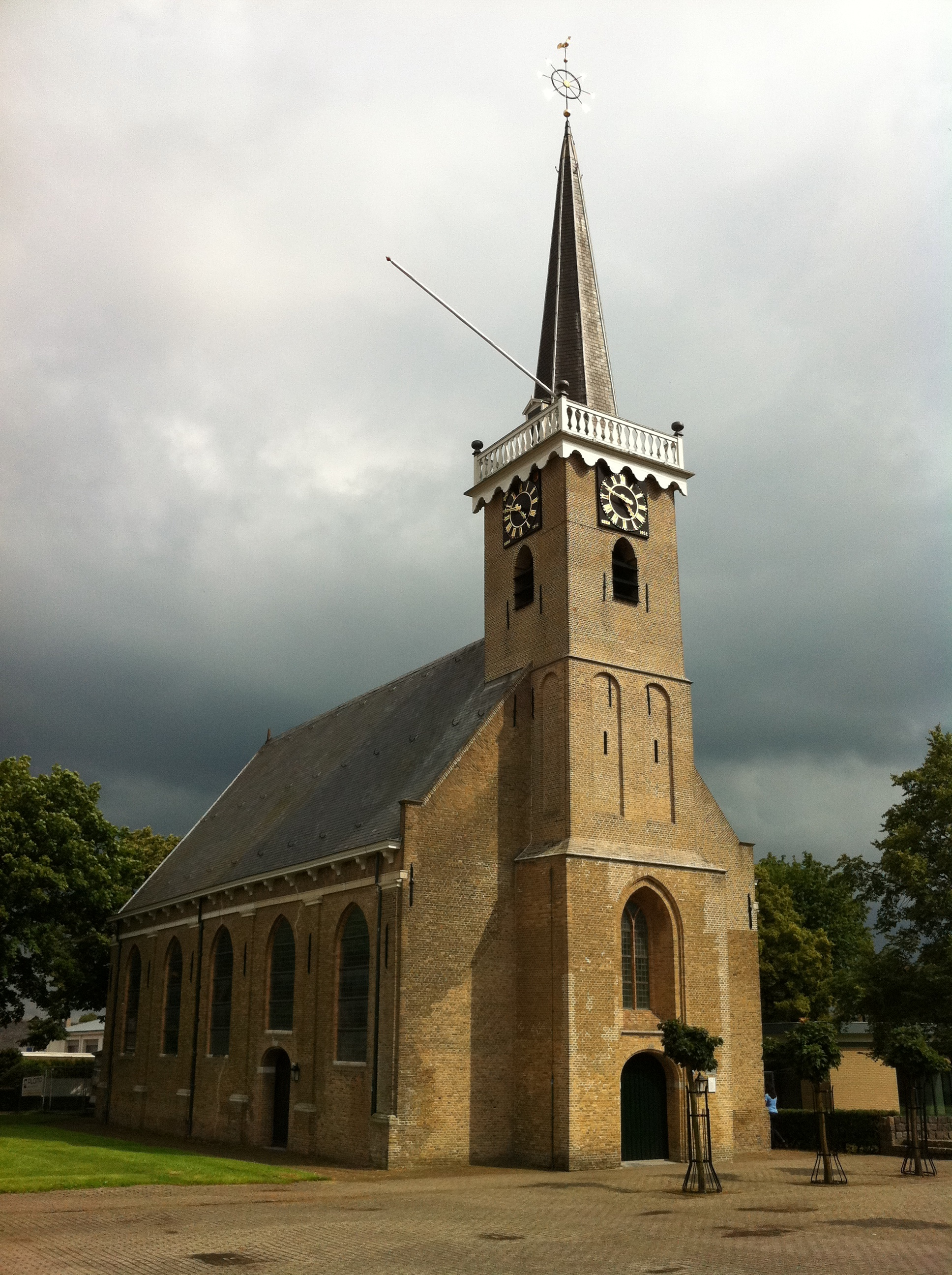
"Igreja Reformada Holandesa"
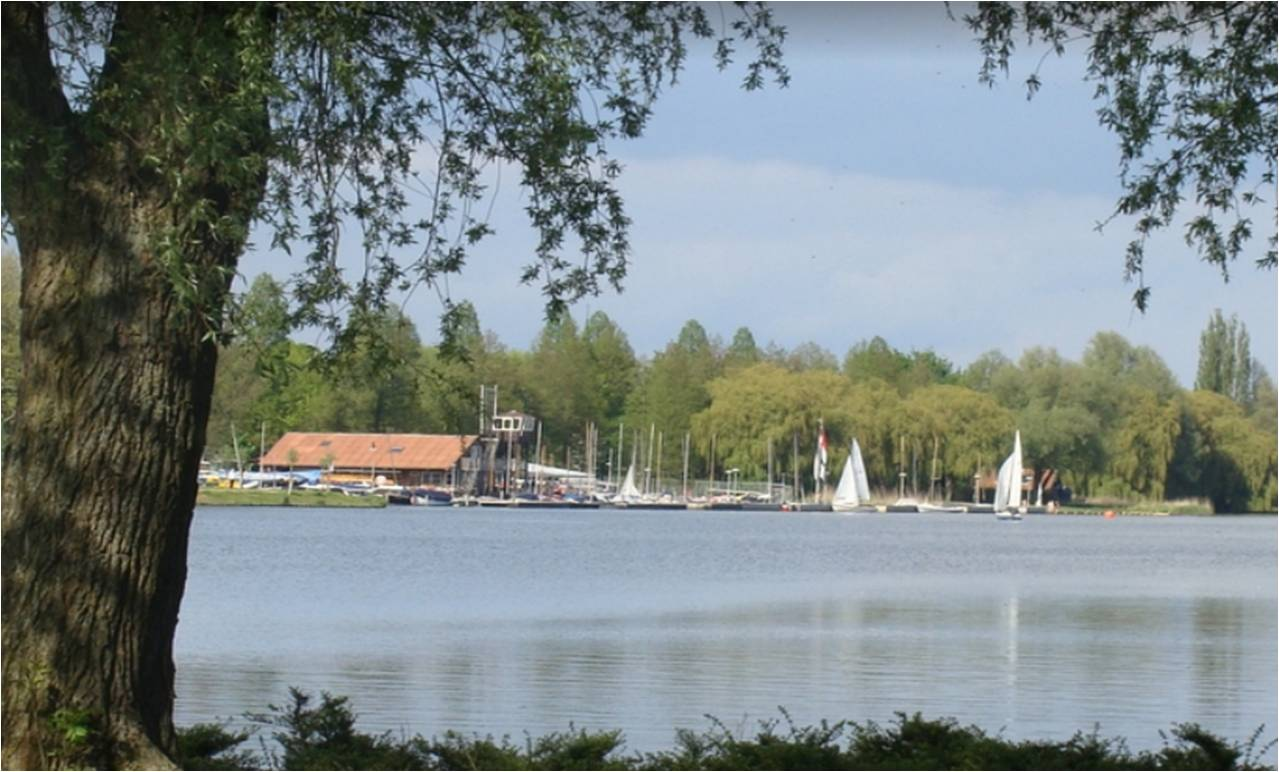
lago Binnenbedijked Maas